# Антонов, Александр Николаевич
Алекса́ндр Никола́евич Анто́нов  (29 мая 1884, Санкт-Петербург — 17 октября 1947, Ленинград) — российский, советский педиатр, доктор медицинских наук, профессор, Заслуженный врач РСФСР (15.02.1943). Организатор детского здравоохранения Ленинграда. Один из основоположников Ленинградского научно-практического института Охраны материнства и младенчества им. В. И. Ленина и Ленинградского педиатрического медицинского института. Житель блокадного Ленинграда.

## Биография
Происходит из мещан Санкт-Петербургской губернии. Его отец Николай Дмитриевич Антонов (27.03.1846 — 6.08.1901) — вольноопределяющийся департамента внутренних сношений Министерства иностранных дел, позже много лет служил заведующим читальным залом Императорской публичной библиотеки, где ему был пожалован чин надворного советника. Дед же Александра Николаевича, Дмитрий Антонов был крепостным князя В. С. Трубецкого, вольноотпущенным ещё до рождения сына. 
Детские и юношеские годы А. Н. Антонов провёл на Малой Охте (Мариинская ул., д. 14). В те годы этот район ещё не был включён в границы Петербурга и своих учебных заведений, кроме Охтинской ремесленной школы, здесь не существовало. Тем не менее В. Н. Антонову удалось окончить гимназию. Для того чтобы учиться, приходилось ежедневно на пароме, а зимой по льду, перебираться на левый берег Невы. К тому же в последние два года учёбы в связи со смертью отца он был вынужден сам зарабатывать себе на жизнь. 
В 1903 году А. Н. Антонов поступил в Императорскую Военно-медицинскую академию. Он окончил её в звании лекаря в 1910 году одновременно с будущим академиком М. С. Масловым. В годы учёбы, как и Михаил Степанович, увлёкся педиатрией, много работая в клинике детских болезней сначала под руководством профессора Н. П. Гундобина, а после его смерти — профессора А. Н. Шкарина.  
Сразу после окончания академии А. Н. Антонов был назначен на Кавказ младшим врачом Кубинского 155 пехотного полка. 
Вернувшись в 1913 году в Петербург, А. Н. Антонов был принят ординатором благотворительного общества «Капля молока» при Союзе для борьбы с детской смертностью.
С началом Первой мировой войны Александр Николаевич вновь оказался в своём полку. В составе 1-го Кавказского армейского корпуса он принимал участие в боевых действиях против турецкой армии. В 1916 году был переведён младшим врачом в Нейшлотский 87-й пехотный полк. Теперь воевать пришлось на западном направлении против немцев и австрийцев.
В 1917 году А. Н. Антонов вернулся в Петроград, где был принят врачом в состоящее под Августейшим покровительством ЕИВ государыни Александры Фёдоровны Всероссийское попечительство об охране материнства и младенчества, учреждённое при Союзе для борьбы с детской смертностью. Тогда же он сдал квалификационные экзамены в Клиническом институте Великой Княгини Елены Павловны для усовершенствования врачей и приступил к исследовательской работе по теме своей будущей диссертации.
После Октябрьской революции и расформирования попечительства, в 1918 году при Мариинском родовспомогательном доме (позже известном как Родильный дом им. Шредера) А. Н. Антонов организовал и возглавил отделение новорожденных, консультацию для грудных детей с молочной кухней, а также отделение для беременных и кормящих женщин. Там же на курсах для медицинских сестёр он стал преподавать диететику и гигиену раннего детского возраста. 
Год спустя был принят ординатором 7-го пункта Охраны материнства и младенчества, находившегося на 4-й линии Васильевского острова. Руководила пунктом врач З. О. Мичник. Вскоре при пункте вдвоём они организовали курсы для медицинских сестёр и нянь, а также стали проводить занятия в фельдшерско-акушерском техникуме. Тогда же под руководством профессора кафедры педиатрии П. С. Медовикова в институте для усовершенствования врачей (бывшем Еленинском клиническом институте) Александр Николаевич продолжил своё научное исследование. 
В 1920 году в связи с мобилизацией в Красную армию всю эту разнообразную деятельность почти до окончания Гражданской войны пришлось прервать. Лишь через год А. Н. Антонов вернулся в Петроград. Прежде всего он завершил свою диссертацию: «Сельские летние ясли в России и их значение для охраны младенчества», она была защищена им в Петроградском институте для усовершенствования врачей в 1924 году.
На следующий год, по прочтении пробного курса лекций по детским болезням, А. Н. Антонов был прият сначала преподавателем, а затем избран приват-доцентом кафедры педиатрии института для усовершенствования врачей. В этом институте он преподавал почти до самой Великой Отечественной войны, в 1937 году перешёл на должность доцента кафедры физиологии и диететики детей.
Научная и преподавательская деятельность не помешала А. Н. Антонову в 1921 году, продолжить работу в Пункте охраны материнства и младенчества (из 7-го он теперь стал 15-м). Вместе с заведующей пунктом З. О. Мичник и начальником санитарно-гигиеническим отделением Отдела охраны здоровья детей Губздравотдела В. О. Мочаном Александр Николаевич был у истоков организации Петроградского Общества охраны материнства и младенчества. В рамках этого Общества он принял самое деятельное участие в разработке концепции Ленинградского научно-практического института охраны материнства и младенчества.
Институт под руководством профессора В. О. Мочана был открыт 22 января 1925 года в годовщину смерти В. И. Ленина. Сначала А. Н. Антонов занял в нем должность одного из научных руководителей, а в 1929 году, кроме того, стал доцентом кафедры социальной гигиены женщины и ребенка, руководимой новым директором института, профессором Ю. А. Менделевой. В этой должности он проработал до 1942 года. Наряду с ведущими специалистами Института охраны материнства и младенчества Александр Николаевич оказался наиболее последовательным сторонником организации первичного педиатрического образования в СССР. В том числе и благодаря его усилиям с 1935 года институт постепенно был реформирован в первое в мировой истории высшее педиатрическое учебное заведение, получившее название Ленинградский педиатрический медицинский институт.  
С началом Великой Отечественной войны А. Н. Антонов ни на минуту не прекращал трудиться в институте, который продолжил свою деятельности даже в условия блокады Ленинграда. Весной 1942 года, после того, как многие сотрудники кафедры госпитальной педиатрии, руководимой профессором А. Ф. Туром, оказались в действующей армии или в эвакуации, Александр Николаевич был избран её вторым профессором - заместителем руководителя. В самые тяжёлые военные годы он оставался одной из главных опор кафедры, ежедневно читая лекции по наиболее актуальным вопросам педиатрии, осуществляя со студентами клинические обходы и разборы пациентов. На нём лежал значительный объём лечебно-консультативной, научной и организационной нагрузки. 15 февраля 1943 года профессору Александру Николаевичу Антонову было присуждено почётное звание Заслуженный врач РСФСР.
Напряженный труд в годы блокады не мог не сказаться на здоровье самого Александра Николаевича. После окончания войны он продолжил свою деятельность на кафедре, но, тяжело заболев, скончался в 1947 году на 64-м году жизни.

## Вклад в педиатрическую науку и практику
- А. Н. Антонов принадлежит к той плеяде представителей императорской школы петербуржских педиатров, которые сразу после революции приняли самое деятельное участие в создании не знающей аналогов централизованной государственной системы здравоохранения. В частности, вместе с сотрудниками Петроградского Губздравотдела А. Я. Гольдфельд, В. О. Мочаном, заведующей пунктом Охраны материнства и младенчества З. О. Мичник, Александр Николаевич оказался среди немногих педиатров, кто в рамках Учёного Совета по охране материнства и младенчества при Губздравотделе, а также одноимённого врачебного Общества заложил основы системы оказания медицинской помощи детям сначала Петрограда, затем Ленинграда.
- А. Н. Антонов стоит у истоков организации Ленинградского научно-практического института Охраны материнства и младенчества, а позже на его базе — учебного Ленинградского педиатрического медицинского института.
- В тяжёлые годы разрухи, последовавшей после революции и Гражданской войны, в последующий период индустриализации и восстановления экономики в стране, трудно переоценить значение той объёмной санитарно-просветительской работы, которую неустанно проводил Александр Николаевич. В своих многочисленных брошюрах и популярных книгах  он прежде всего уделял внимание вопросам ухода за детьми раннего возраста, вскармливания грудничков, воспитания, предупреждения  инфекционных заболеваний. Достаточно назвать его совместное с 3. О. Мичник научно-популярное руководство для матерей «Мать и дитя», которое выдержало 4 издания. Особенно велики заслуги Александра Николаевича на этом поприще в годы блокады Ленинграда.
- Основные научные интересы А. Н. Антонова были связаны с изучением патологии периода новорожденности. Большое внимание он уделял изучению роли резус-фактора в патогенезе геморрагической болезни новорожденных и роли витамина К в профилактике этого заболевания.  Он опубликовал результаты собственных наблюдений об эпидемическом поносе новорожденных, об эритробластозах у детей, о внутриутробных дыхательных движениях плода и другие.

Большой теоретический и практический интерес представляет его монография «Охрана материнства и младенчества» и руководство для практических врачей по уходу за новорожденными.
- Одним из первых среди отечественных педиатров Александр Николаевич обратился к диететике раннего детского возраста, заложив основы этой дисциплины в Ленинграде.
- А. Н. Антонов известен как редактор научных журналов. В 1925 году он редактировал журнал «Охрана материнства и младенчества». С 1928 года и до дня смерти он член редколлегии и ответственный секретарь редакции журнала «Вопросы педиатрии и охраны материнства и детства».

## Печатные труды
Научно-исследовательская и литературная работа А. Н. Антонова началась с 1917 г. Им опубликовано свыше 80 научных работ по различным вопросам охраны материнства и младенчества, вопросам физиологии и патологии детей периода новорожденности и по вопросам вскармливания детей грудного возраста.

### Работы по педиатрии и организации охраны материнства и младенчества
- Бирк В. Туберкулез бронхиальных желез и легких в детском возрасте : Его распознавание и лечение : Практ. указания для врачей / Пер. с нем. А. Н. Антонова. — Практ. медицина, 1923. — 14 с.
- Антонов А. Н. О влиянии голодания на лактацию у женщин. Докл. на 2 Всерос. съезде врачей в Москве, 3 июня 1923 г. — Л., 1924. — 71-75 с.
- Антонов А. Н. Охрана материнства и младенчества на Западе : (Франция, Бельгия, Германия, Англия, Соединенные Штаты). — Л., 1924. — 40-48 с.
- Антонов А. Н. Санитарно-просветительный патронаж грудных детей. — Л.: Практ. медицина, 1925. — 52 с.
- Антонов А. Н. Изучение причин детской смертности в России : Конец XVIII в. и начало XIX в. — Л., 1925. — 165-180 с.
- Антонов А. Н. Изучение причин детской смертности в России : Конец XVIII в. и начало XIX в. — Л., 1925. — 165-180 с.
- Антонов А. Н. Санитарно-просветительная работа по охране материнства и младенчества. — Л.: Практ. медицина, 1925. — 40 с.
- Антонов А. Н. Институт охраны материнства и младенчества и его задачи / Докл. в Учен. сов. охраны материнства и младенчества, авг. 1921 г. — Ташкент, 1925. — 46-55 с.
- Антонов А. Н. Понижение смертности грудных детей в Ленинграде, как результат деятельности пунктов охраны материнства и младенчества. — Л., 1925. — 51-56 с.
- Антонов А. Н. К вопросу об изменении веса у новорожденных в первые дни жизни. — Л., 1925. — 16-26 с.
- Антонов А. Н. Консультация по регулированию деторождений, как мера борьбы с абортом : Доложено в Науч. о-ве охраны материнства и младенчества в Ленинграде : 30.1.1926 г. — Киев: Практ. медицина, 1926. — 10-14 с.
- Антонов А. Н. Санитарно-просветительная работа по охране материнства и младенчества - 2-е изд. — Л., 1926. — 48 с. — (Пособия для лектора).
- Антонов А. Н. О подготовке к материнству в школе II ступени / Ленингр. ин-т охр. мат. и млад. — Л.: тип. № 10 Упр. изд-в и полиграфии Исполкома Ленгорсовета, 1928. — 169-176 с. — (Ленингр. дом сан. просвещения).
- Антонов А. Н. Санитарно-просветительная работа по охране материнства и младенчества / Науч.-практич. ин-т охраны материнства и младенчества Ленингр. облздравотд. / 3-е изд., доп.. — Л.: Тип. «Красной газеты» им. Володарского, 1928. — 45 с. — (Пособия для лектора).
- Антонов А. Н. Два года деятельности консультации по регулированию деторождения. — 1929. — 76-81 с.
- Антонов А. Н. Охрана материнства и младенчества : Пособие для врачей  / Науч.-практич. ин-т охраны материнства и младенчества. Ленингр. облздравотд. — Л.: Тип. «Красной газеты» им. Володарского, 1929. — (Ленингр. дом сан. просвещения).
- Антонов А. Н. О материнской смертности. — Л.: Тип. «Коминтерн» Шк. ФЗУ им. КИМ'а, 1929. — 546-553 с.
- Антонов А. Н. Охрана материнства и младенчества: Пособие для врачей. Т. 1 : Общая часть. Вып. 1 / с : ил., портр., факс., диагр. — Л., 1929. — 224 с.
- Антонов А. Н. Искусственное вскармливание грудных детей. — Л.: «Ленингр. правда», 1930. — 42 с. — (Библиотека журнала «Гигиена и здоровье» ; Вып. 132).
- Антонов А. Н. Спутник сестры охраны материнства и младенчества. — М., Л.: Гос. мед. изд-во, 1930. — 166 с.
- Антонов А. Н. О заочном усовершенствовании врачей (Ленинград). — Л.: Тип. «Коминтерн» Шк. ФЗУ им. КИМ'а, 1931. — 62-67 с.
- Антонов А. Н. Смертность грудных и малых детей, её причины и меры борьбы. — М.: Тип. «Коминтерн», 1931. — 253 с.
- Антонов А. Н. К вопросу о галакторрее у кормящих женщин. — Л., 1931. — 119-131 с.
- Антонов А. Н. Спутник сестры охраны материнства и младенчества / 2-е изд., просм. и доп. — М., Л.: Огиз - Гос. мед. изд-во, 1932. — 141 с. — (Библиотека практического врача).
- Антонов А. Н. Наружное применение рингеровского раствора в практике детской консультации. — Л.: Тип. «Коминтерн», 1933. — 209-211 с.
- Антонов А. Н. Необходимые коррективы в постановке дела усовершенствования врачей. — Л.: Тип. «Коминтерн» Шк. ФЗУ им. КИМ'а, 1934. — 133-139 с.
- Антонов А. Н. К вопросу о борьбе с летними детскими поносами. — Л.: Тип. «Коминтерн» Шк. ФЗУ им. КИМ'а, 1934. — 113-117 с.
- Антонов А. Н. Закон весовых прибавок здорового грудного ребёнка и его практическое приложение. — Л., 1934. — 77-88 с.
- Антонов А. Н. О влиянии ультрафиолетового облучения на лактацию у женщин. — Л., 1934. — 94-102 с.
- Антонов А. Н. Формула для определения недостающего количества грудного молока у кормящих женщин. — Л., 1934. — 240-243 с.
- Антонов А. Н. З. О. Мичник : (К 25-летию научной и врачебно-общественной деятельности). — Л.: тип. № 10 Упр. изд-в и полиграфии Исполкома Ленгорсовета, 1934. — 128-130 с.
- Антонов А. Н. Гигиена и диэтетика ребёнка раннего возраста : Руководство для курсов охраны материнства и младенчества. — М., Л.: Ленбиомедгиз, 1934. — 216 с.
- Антонов А. Н. Летние поносы у грудных детей : (Как уберечь от них ребёнка). — Л.: Биомедгиз, 1935. — 16 с.
- Антонов А. Н. Гигиена и диэтетика ребенка раннего возраста / 2-е изд. — М., Л.: Биомедгиз, 1937. — 224 с. — (Учебники и учебные пособия для средней медицинской школы).
- Антонов А. Н. Летние поносы у детей и меры их предупреждения : Метод. разработка лекции или беседы. — Л.: Медгиз, 1937. — 8 с. — (Пособие для лектора).
- https://vivaldi.nlr.ru/ab000001831/view#page=20 Архивная копия от 2 апреля 2016 на Wayback Machine
- Антонов А. Н. Трещины сосков : (Этиология, профилактика, терапия). — Л.: Медгиз, 1947. — 32 с. — (Библиотека практического врача).
- Вопросы военного травматизма и хирургической практики. (Труды Ленинградского государственного педиатрического медицинского института. Вып. 3) / Редкол.: Ю. А. Менделеева, А. Ф. Тур, А. Н. Антонов. — Ленингр. педиатр. мед. ин-т. — Л.: Медгиз, 1945. — 120 с.
- Сборник трудов : (Юбилейная сессия 9-11-го сент. 1945 г.) / Под ред. Ю. А. Менделевой, М. С. Маслова, А. Н. Антонова. — Ленингр. гос. педиатр. мед. ин-т. 1925-XX-1945. — Л.: Медгиз, Ленингр. отд., 1947. — 200 с.

### Санитарно-просветительские статьи и брошюры
- Антонов А. Н. Игра в куклы и её общественное значение. — Орёл, 1924. — 27 с.
- Антонов А. Н. Памятка матери. — Л.: Прибой, 1925. — 13 с. — (Сектор «Работница и крестьянка»).
- Антонов А. Н. Как уберечь ребёнка от английской болезни. — Л.: Прибой, 1926. — 16 с.
- Антонов А. Н. Отчего бывают летние поносы и как уберечь от них ребёнка. — Л.: Прибой, 1926. — 16 с.
- Киселёва В. Б. Приготовление пищи для детей от 6 мес. до 3 лет : (241 рецепт) / Под ред. и с введ. А. Антонова. — Л.: Прибой, 1926. — 101 с.
- Антонов А. Н. Работница мать : Что должна знать работница о беременности, родах и уходе за ребёнком. — М., 1929. — 62 с. — (Охрана материнства и младенчества).
- Мичник З. О., Антонов А. Н. Мать и ребёнок. — М., Л.: Тип. Печатный двор, 1929. — 316 с.
- Антонов А. Н. Подготовка девочки к материнству. — Л.: Тип. «Красной газеты» им. Володарского, 1929. — 64 с.
- Антонов А. Н. Бюджет времени матери грудного ребёнка. — М., 1929. — 31-37 с.
- Антонов А. Н. Работница мать : Что должна знать работница о беременности, родах и уходе за ребёнком - 2-е изд. — М., Л.: Гос. мед. изд-во, 1930. — 62 с. — (Охрана материнства и младенчества).
- Антонов А. Н. Как уберечь грудного ребёнка от летнего поноса : Памятка. — Л.: Тип. артели «Сов. печатник», 1937. — 15 с. — (Дом сан. культуры).
- Антонов А. Н., Мичник З. О. Мать и дитя : С 159 рис. в тексте. — М. Л.: Биомедгиз, 1937. — 340 с.
- Антонов А. Н. Берегите детей от летних поносов. — Л.: Медгиз, 1939. — 16 с.
- Антонов А. Н. Родителям о детских болезнях. — Л.: Медгиз, 1941. — 76 с. — (Наркомздрав СССР).
- Антонов А. Н. Вскармливание ребёнка грудью. — Л.: Медгиз, Ленингр. отд-ние, 1944. — 8 с. — (Ленингр. дом сан. просвещения).
- https://vivaldi.nlr.ru/ab000001487/view Архивная копия от 2 мая 2018 на Wayback Machine
- Антонов А. Н. Вскармливание ребёнка раннего возраста и уход за ним. — Л.: Медгиз, 1944. — 64 с.
- Антонов А. Н. Берегите детей от летних поносов. — Л.: тип. № 10 Упр. изд-в и полиграфии Исполкома Ленгорсовета, 1945. — 19 с. — (Ленингр. дом сан. просвещения).
- Антонов А. Н. Гигиенический режим ребёнка летом. — Л.: тип. № 10 Упр. изд-в и полиграфии Исполкома Ленгорсовета, 1945. — 14 с. — (Ленингр. дом сан. просвещения).
- Антонов А. Н. Грамота матери : Уход за грудным ребенком и вскармливание его. — Л.: тип. № 10 Упр. изд-в и полиграфии Исполкома Ленгорсовета, 1945. — 25 с. — (Ленингр. дом сан. просвещения).
- Антонов А. Н. Грамота матери : Уход за грудным ребенком и вскармливание его. — Л.: Медгиз, 1946. — 24 с.
- Антонов А. Н. Новорожденный ребёнок : (Вскармливание и уход). — Л.: Медгиз, 1946. — 24 с. — (Библиотека практического врача).
- Антонов А. Н. Грамота матери : Уход за грудным ребёнком и вскармливание его / М-во здравоохранения МССР. Респ. дом сан. просвещения. — Кишинёв: Госиздат, 1948. — 24 с.

#### Доклады на заседаниях Общества детских врачей
| Школа I ступени и охрана материнства                 | 04.05.1921 | Об изменении веса новорожденных в первые дни | 10.10.1922 |
| Случаи монгольских пятен (дем.)                      | 1922       | Охрана материнства и младенчества на Западе  | 23.04.1921 |
| Закон весовых прибавок и его практическое применение | 02.02.1934 |                                              |            |

## Семья
Имя жены Александра Николаевича установить не удалось.
В семье была дочь: И… Александровна Антонова. В 1969 году проживала в Ленинграде, в квартире профессора на Васильевском острове.

## Адреса в Петербурге
До революции А. Н. Антонов снимал жильё поблизости от Еленинского института: Песочная ул., д. 41.
С начала 1920-х годов и до смерти Александр Николаевич занимал квартиру в доме № 46 на 9 линии Васильевского острова.